# Forlev
Forlev is een plaats in de Deense regio Seeland, gemeente Slagelse. De plaats telt 2511 inwoners (2018). Forlev ligt in de parochie Vemmelev, acht kilometer ten westen van Slagelse en 10 kilometer ten oosten van Korsør.
In Forlev ligt de 13e-eeuwse kerk van Vemmelev (Deens: Vemmelev Kirke). Tevens zijn er twee scholen.
Van 1856 tot 1962 had Forlev een station aan de spoorlijn van Korsør naar Roskilde. Op 22 januari 1916 ontspoorden er negen wagons van een goederentrein, waarna een tegemoetkomende goederentrein de ontspoorde wagons ramde.